# Орден на Възраждане на Полша
Орденът на Възраждане на Полша (на полски: Order Odrodzenia Polski; на латински: Polonia Restituta) е второто по старшинство гражданско отличие в Република Полша. Връчва се от президента за изключителни заслуги към държавата и обществото.
Учреден е на 4 февруари 1921 година чрез приетия от Сейма „Закон за учредяване на Ордена на Възраждане на Полша“. Настоящият му статут е потвърден от „Закона за ордените и наградите“, приет на 16 октомври 1992 година.

## Класи
Орденът се дели на пет класи.
| Название                     | Название (оригинал)         | Орденска лентичка |
| ---------------------------- | --------------------------- | ----------------- |
| Голям кръст                  | Krzyż Wielki                |                   |
| Командорски кръст със звезда | Krzyż Komandorski z Gwiazdą |                   |
| Командорски кръст            | Krzyż Komandorski           |                   |
| Офицерски кръст              | Krzyż Oficerski             |                   |
| Кавалерски кръст             | Krzyż Kawalerski            |                   |